# XContest
Der XContest ist ein dezentraler Breitensport-Wettbewerb im Streckenfliegen mit Gleitschirmen und Hängegleitern, der seit 2007 besteht. Piloten laden die mittels GNSS-Logger aufgezeichnete IGC-Datei nach der Landung auf die XContest-Webseite hoch, wo die Track-Logs die Grundlage für internationale und gegebenenfalls noch weitere nationale oder regionale Wertungen bilden.

## Geschichte
Am 1. März 2007 wurde die XContest Plattform offiziell aktiv geschaltet. Piloten konnten bis Ende März bereits absolvierte Flüge für die damalige Saison (ab 1. Oktober 2006) nachreichen. Seitdem müssen alle Flüge bis spätestens zwei Wochen nach dem Flug erfasst werden, um akzeptiert zu werden.
Segelflug-Piloten konnten bereits seit 1999 am (damals noch ausschließlich für Segelflug ausgelegten) Online-Contest (OLC) teilnehmen. Für Gleitschirmflieger- und Hängegleiterpiloten war ab 2005 die spezielle LeonardoXC Software verfügbar. Diese erlaubt aber keine individuellen Regeln für einzelne Länder bzw. benötigt dafür eine eigene Installation.
Seit der Saison 2012 veranstaltet die Fédération Aéronautique Internationale (FAI), im Speziellen die Internationale Hängegleiter- und Gleitschirmflug-Kommission (CIVL) auch einen dezentralen Bewerb, den World XC Online Contest (WXC). Hierfür werden die bereits existierenden Plattformen als Grundlage genommen, die dann automatisch die Flug-Daten an die WXC Plattform weitergeben. Zur Teilnahme muss man lediglich eine gültige CIVL-ID in sein Profil eintragen und am jeweiligen nationalen Bewerb teilnehmen, insofern einige Bedingungen von der zuständigen nationalen Behörde erfüllt wurden. Deutsche Piloten können also nicht über XContest an diesem Bewerb teilnehmen, da die deutsche Staatsmeisterschaft über eine andere Plattform ausgetragen wird (DHV-XC, ursprünglich eine eigene Installation von LeonardoXC; seit 2022 wird eine Eigenentwicklung verwendet, die allerdings noch Teile des alten Systems weiter verwendet).

## Grundprinzipien
Folgende Grundprinzipien wurden zu Beginn des Projektes definiert:
- Ausgeführt wird der XContest auf einer Internet-Plattform, die vom XContest Team zur Verfügung gestellt wird.
- Die Grundidee des XContest Systems ist es, den Piloten einen möglichst gut aufgestellten und einfachen Online Cross Country Contest anzubieten.
- Das Projekt XContest ist bestrebt, wichtige Informationen über Flüge und Piloten weltweit anzubieten. Jeder Besucher soll bei der Suche nach Flügen auf der Webseite die Möglichkeit haben, alle wichtigen Track Log-Informationen anschauen zu können. Dazu ist kein weiteres Programm erforderlich.

## Funktionsweise
- Der Pilot lädt nach der Landung den aufgezeichneten GNSS Track Log und das Barogramm durch ein spezielles, zertifiziertes Programm oder via XContest-Webseite auf den XContest Server hoch. GNSS Track Log und Barogramm befinden sich in den Datensätzen der vom sogenannten Logger aufgezeichneten IGC-Datei.
- Durch Hochladen des Track Logs zum Server des XContest wird die Berechnung der weitesten Strecke und gegebenenfalls günstigsten Wendepunkte des Fluges vorgenommen und gewertet. Offensichtliche Manipulationen am Track und eventuelle Luftraumverletzungen werden dabei überprüft.
- Die eingegebenen Track Logs fließen sofort in die entsprechenden Ranglisten ein.
- Track Logs können überprüft und ggf. für ungültig erklärt werden, wenn bestimmte Vorgaben nicht eingehalten wurden (Luftraumverletzung, Wolkenflug, Sichtflugregeln etc.).
- Track Logs können manuell von den Bewerben ausgenommen werden (Flüge sind dann nicht öffentlich sichtbar). Auf diese Weise kann das Portal auch als privates Flugbuch verwendet werden.
- Sämtliche öffentlichen Track Logs können von über das Internet betrachtet werden. Es können einzelne Track Logs auch heruntergeladen und mittels spezieller Software dargestellt und analysiert werden. Außerdem können die Flüge in Google Earth betrachtet werden.

## World XContest
Der Hauptbewerb ist der global ausgeschriebene World XContest. Dieser wird jährlich vom 1. Oktober des vorangegangenen, bis zum 30. September des aktuellen Jahres ausgetragen.
Zusätzlich zu den traditionellen Streckenflug-Kategorien gibt es noch den Club-100k+-Bewerb, bei dem die Anzahl der Flüge über mindestens 100 km gezählt werden, wobei die Länge des längsten Fluges als zweites Rang-Kriterium im Fall des Gleichstands gilt. Dieser Bewerb wurde 2010 eingeführt und in den ersten fünf Ausgaben als „Chocolate Club 100k+“ bezeichnet, da der Bewerb durch einen tschechischen Schokoladenhersteller gesponsert wurde.
Beim Desperado Club 100k- werden die Piloten gelistet, die mit der höchsten Distanz an der 100 km Marke gescheitert sind, ohne diese Streckenlänge in der Saison überschritten zu haben.

### Ergebnisse
Die Namen basieren auf den Benutzer-Angaben auf der XContest Seite und spiegeln nicht unbedingt die wirklichen Namen der Personen wider. Beispielsweise ist der Zweitplatzierte der Kategorie PG Sport 2009 unter dem Pseudonym Lucky Luke registriert.

#### PG Open
Die besten sechs Flüge eines Piloten mit beliebigem Gleitschirm (FAI-3).
| Jahr | Sieger            | Zweiter          | Dritter                        |
| ---- | ----------------- | ---------------- | ------------------------------ |
| 2007 | Kurt Eder         | Urban Valic      | Stefan Schmoker                |
| 2008 | Rafael Saladini   | Martin Bühler    | Chrigel Maurer                 |
| 2009 | Kurt Eder         | Marcin Gorayski  | Thomas Koster                  |
| 2010 | Thomas Koster     | Kurt Eder        | Martin Bühler                  |
| 2011 | Gerald Ameseder   | Kurt Eder        | Dominik Frei                   |
| 2012 | Martin Bühler     | Kurt Eder        | Guy Parat                      |
| 2013 | Samuel Nascimento | Arduino Persello | Olympio Faissol                |
| 2014 | Honorin Hamard    | Bernhard Peßl    | Sebastian Benz                 |
| 2015 | Alexander Robé    | Bernhard Peßl    | Kurt Eder                      |
| 2016 | Honorin Hamard    | Denis Chouraqui  | Bernhard Peßl                  |
| 2017 | Alexander Robé    | Kevin Philipp    | Carlos Lopes                   |
| 2018 | Michael Sigel     | Chrigel Maurer   | Patrick von Känel              |
| 2019 | Michael Sigel     | Primoz Susa      | Juan Sebastian Ospina Restrepo |
| 2020 | Guy Anderson      | Sebastian Benz   | Juan Sebastian Ospina Restrepo |
| 2021 | Veso Ovcharov     | Timo Leonetti    | Dominic Rohner                 |
| 2022 | Timo Leonetti     | Edouard Potel    | Sebastian Benz                 |
| 2023 | Timo Leonetti     | Edouard Potel    | Julien Irilli                  |
| 2024 | Sebastian Benz    | Edouard Potel    | Timo Leonetti                  |

#### PG Serial
Die besten sechs Flüge eines Piloten mit Gleitschirm bis max. EN D.
| Jahr | Sieger               | Zweiter           | Dritter              |
| ---- | -------------------- | ----------------- | -------------------- |
| 2012 | Martin Bühler        | Kurt Eder         | Karel Vejchodsky     |
| 2013 | Arduino Persello     | Kurt Eder         | Bernhard Peßl        |
| 2014 | Honorin Hamard       | Bernhard Peßl     | Sebastian Benz       |
| 2015 | Alexander Robé       | Bernhard Peßl     | Kurt Eder            |
| 2016 | Bernhard Peßl        | Honorin Hamard    | Peter Kleimann       |
| 2017 | Alexander Robé       | Kevin Philipp     | Carlos Lopes         |
| 2018 | Christian Erne       | Vagner Campos     | Kurt Eder            |
| 2019 | Philipp Steinger     | Kurt Eder         | Fabio Stallivieri    |
| 2020 | Philippe Leuenberger | Rico Chandra      | Carlos Lopes         |
| 2021 | Timo Leonetti        | Sebastian Benz    | Jusin Puthod         |
| 2022 | Alois Resinger       | Romain Beaugey    | Kurt Eder            |
| 2022 | Alexander Robé       | Fabian Buhl       | Paul Neuenschwander  |
| 2024 | Timo Leonetti        | Davide Sassudelli | Philippe Leuenberger |

#### PG Sport
Die besten sechs Flüge eines Piloten mit Gleitschirm bis max. EN C.
| Jahr | Sieger            | Zweiter           | Dritter           |
| ---- | ----------------- | ----------------- | ----------------- |
| 2007 | Christian Pichler | Thomas Koster     | Klaus Heimhofer   |
| 2008 | Peter Wallner     | Klaus Heimhofer   | Uli Straßer       |
| 2009 | Urs Haari         | Lucky Luke a      | Peter Wallner     |
| 2010 | Martin Bühler     | Michael Müller    | Michael Pohl      |
| 2011 | Kurt Eder         | Michael Müller    | Johann Tockner    |
| 2012 | Karel Vejchodsky  | Michael Müller    | Damiano Zanocco   |
| 2013 | Johann Tockner    | Burkhard Martens  | Dietmar Siglbauer |
| 2014 | Bernhard Peßl     | Sebastian Benz    | Christoph Bessei  |
| 2015 | Bernhard Peßl     | Kurt Eder         | Pascal Bissig     |
| 2016 | Bernhard Peßl     | Simon Wamser      | Sebastian Benz    |
| 2017 | Peter Hilger      | Fabio Stallivieri | Bernhard Peßl     |
| 2018 | Manuele Dondi     | Oliver Teubert    | Toni Brügger      |
| 2019 | Kurt Eder         | Manuele Dondi     | Armin Leitner     |
| 2020 | Manuele Dondi     | Łukasz Prokop     | Erfan Ataee       |
| 2021 | Manuele Dondi     | Andreas Praniess  | Stefano Dondi     |
| 2022 | Manuele Dondi     | Toni Brügger      | Stefano Dondi     |
| 2023 | Alexander Robé    | Kurt Eder         | Chris Vuille      |
| 2024 | Damian Lestarpe   | Serena Ronchi     | Łukasz Siemiński  |

#### PG Standard
Die besten sechs Flüge eines Piloten mit Gleitschirm bis max. EN B.
| Jahr | Sieger            | Zweiter           | Dritter             |
| ---- | ----------------- | ----------------- | ------------------- |
| 2007 | Johann Kronberger | Adrian Lutz       | Roger Bruhin        |
| 2008 | Wolfgang Bernhard | Michael Müller    | Johann Kronberger   |
| 2009 | Urs Haari         | Michael Müller    | Johann Kronberger   |
| 2010 | Michael Müller    | Werner Jacober    | Urs Haari           |
| 2011 | Michael Müller    | Johann Tockner    | Johann Kronberger   |
| 2012 | Johann Tockner    | Josef Edlinger    | Johann Kronberger   |
| 2013 | Johann Tockner    | Dietmar Siglbauer | Christoph Bessei    |
| 2014 | Bernhard Peßl     | Christoph Bessei  | Stefan Lauth        |
| 2015 | Bernhard Peßl     | Michael Müller    | Massimiliano Favaro |
| 2016 | Bernhard Peßl     | Łukasz Prokop     | Dietmar Siglbauer   |
| 2017 | Bernhard Peßl     | Josef Edlinger    | Rinaldo Vuerich     |
| 2018 | Manuele Dondi     | Oliver Teubert    | Toni Brügger        |
| 2019 | Manuele Dondi     | Armin Leitner     | Christoph Feichtl   |
| 2020 | Manuele Dondi     | Damian Lestarpe   | Lukasz Sieminski    |
| 2021 | Stefano Dondi     | Chris Vuille      | Lukasz Sieminski    |
| 2022 | Manuele Dondi     | Toni Brügger      | Chris Vuille        |
| 2023 | Chris Vuille      | Damian Lestarpe   | Hans Walcher        |
| 2024 | Augustin Bedek    | Manuele Dondi     | Witosław Girjat     |

#### PG Damen
Entspricht Gleitschirm Open, aber auf weibliche Teilnehmer begrenzt.
| Jahr | Sieger                | Zweiter                   | Dritter                |
| ---- | --------------------- | ------------------------- | ---------------------- |
| 2007 | Cornelia Voigt        | Regula Strasser           | Martina Centa          |
| 2008 | Klaudia Bułgakow      | Regula Strasser           | Anja Kroll             |
| 2009 | Nicole Fedele         | Anja Kroll                | Zdenka Chromcová       |
| 2010 | Kamira Pereira        | Jana Kratka               | Sandra Monse           |
| 2011 | Nicole Fedele         | Andrea Raninger           | Sandra Matter          |
| 2012 | Silvia Buzzi Ferraris | Michaela Brandstätter     | Meredyth Malocsay      |
| 2013 | Nicole Fedele         | Silvia Buzzi Ferraris     | Seiko Fukuoka          |
| 2014 | Brigitte Kurbel       | Kari Ellis                | Nicole McLearn         |
| 2015 | Kari Ellis            | Meredyth Malocsay         | Ramona Fischer         |
| 2016 | Michaela Brandstätter | Kari Ellis                | Brigitte Kurbel        |
| 2017 | Joanna Di Grigoli     | Gabriela Jacober-Wüest    | Roberta Perinetti      |
| 2018 | Joanna Di Grigoli     | Gabriela Jacober-Wüest    | Brigitte Kurbel        |
| 2019 | Brigitte Kurbel       | Ramona Eckert             | Gabriela Jacober-Wüest |
| 2020 | Yael Margelisch       | Patricia García de Letona | Joanna Di Grigoli      |
| 2021 | Serena Ronchi         | Claire Garnesson          | Ramona Eckert          |
| 2022 | Brigitte Kurbel       | Martina Hauri             | Yael Margelisch        |
| 2023 | Serena Ronchi         | Claire Garnesson          | Ramona Eckert          |
| 2024 | Serena Ronchi         | Ramona Eckert             | Claire Garnesson       |

#### PG Tandem
Die besten sechs Tandemflüge eines Piloten.
| Jahr | Sieger              | Zweiter             | Dritter              |
| ---- | ------------------- | ------------------- | -------------------- |
| 2007 | Péter Susán         | Hampi Tinner        | Martin Fleischhacker |
| 2008 | Stefan Wiebel       | Brad Sander         | Lois Grugger         |
| 2009 | Martin Bühler       | Renzo Zanotta       | Stephane Voeffray    |
| 2010 | Pierandrea Patrucco | Miroslav Matovic    | Lois Grugger         |
| 2011 | Kilian Insam        | Pierandrea Patrucco | Marcel Schmid        |
| 2012 | Pierandrea Patrucco | Falco Felix Fischer | Árpád Detki          |
| 2013 | Falco Felix Fischer | Pierandrea Patrucco | Philippe Sicardi     |
| 2014 | Falco Felix Fischer | Philippe Sicardi    | Kilian Insam         |
| 2015 | Pierandrea Patrucco | Kilian Insam        | Norbert Varga        |
| 2016 | Honorin Hamard      | Miroslav Matovic    | Fernando Sarralde    |
| 2017 | Philippe Sicardi    | Miroslav Matovic    | Kilian Insam         |
| 2018 | Julien Irilli       | Philippe Sicardi    | Marcel Schmid        |
| 2019 | Julien Irilli       | Philippe Sicardi    | Stefan Lauth         |
| 2020 | Julien Irilli       | Philippe Sicardi    | Marcel Schmid        |
| 2021 | Philippe Sicardi    | Stefan Lauth        | Thomas Hofbauer      |
| 2022 | Raul Evaristo       | Stefan Lauth        | Philippe Sicardi     |
| 2023 | Philippe Sicardi    | Joaquin Stable      | Tomáš Kuník          |
| 2024 | Philippe Sicardi    | Stefan Lauth        | Tomáš Kuník          |

#### HG (FAI-1) Open
Die besten sechs Flüge eines Piloten mit einem Hängegleiter (FAI-1).
| Jahr | Sieger            | Zweiter            | Dritter           |
| ---- | ----------------- | ------------------ | ----------------- |
| 2007 | Davis Straub      | Stefan Eylert      | Christian Voiblet |
| 2008 | Tom Weissenberger | Davis Straub       | Tony Marty        |
| 2009 | Karl Reichegger   | Bruno Feurer       | Tony Marty        |
| 2010 | Karl Reichegger   | Markus Ebenfeld    | Tom Weissenberger |
| 2011 | Markus Ebenfeld   | Beat Sägesser      | Tony Marty        |
| 2012 | Krzysctof Grzyb   | Christian Voiblet  | Markus Ebenfeld   |
| 2013 | Tom Weissenberger | Markus Ebenfeld    | Karl Reichegger   |
| 2014 | Tom Weissenberger | Markus Ebenfeld    | Beat Sägesser     |
| 2015 | Patrick Collin    | Antoine Boisselier | Tony Marty        |
| 2016 | Glauco Pinto      | Patrick Collin     | Markus Ebenfeld   |
| 2017 | Markus Ebenfeld   | Karl Reichegger    | Tony Marty        |
| 2018 | Karl Reichegger   | Patrick Collin     | Markus Ebenfeld   |
| 2019 | Markus Ebenfeld   | Karl Reichegger    | Petr Polách       |
| 2020 | Karl Reichegger   | Patrick Collin     | Markus Ebenfeld   |
| 2021 | Konrad Heilmann   | Glauco Pinto       | Larry Bunner      |
| 2022 | Glauco Pinto      | Jean-Daniel Kugler | Krzysztof Grzyb   |
| 2023 | Markus Ebenfeld   | Andreas Aichinger  | Karl Reichegger   |
| 2024 | Glauco Pinto      | Suan Selenati      | Tao LE            |

#### RW (FAI-2) Open
Die besten sechs Flüge eines Piloten mit einem Starrflügler (FAI-2).
| Jahr | Sieger                   | Zweiter                  | Dritter          |
| ---- | ------------------------ | ------------------------ | ---------------- |
| 2007 | Franz Lembacher          | —                        | —                |
| 2008 | Martin Henry             | Imre Tugyi b             | Martin Bardill   |
| 2009 | Martin Dietrich          | Karen Kyoshkeryan c      | Joze Senica d    |
| 2010 | Jacques Bott             | Günther Obweger          | Roger Ruppert    |
| 2011 | Roger Ruppert            | Jacques Bott             | Armnad Achion    |
| 2012 | Jacques Bott             | Roger Ruppert            | Franco Laverdino |
| 2013 | Jacques Bott             | Roger Ruppert            | Franco Laverdino |
| 2014 | Jacques Bott             | Roger Ruppert            | Ernst Ruppert    |
| 2015 | Jacques Bott             | Roger Ruppert            | Franz Pacheiner  |
| 2016 | Roger Ruppert            | Jacques Bott             | Peter Zollig     |
| 2017 | Roger Ruppert            | Pascal Lanser            | Jacques Bott     |
| 2018 | Thalis Pacheco           | Roger Ruppert            | Peter Zollig     |
| 2019 | Jacques Bott             | Roger Ruppert            | Peter Zollig     |
| 2020 | Thalis Pacheco           | Roger Ruppert            | Peter Zollig     |
| 2021 | Roger Ruppert            | Philippe Harignordoquy e | Philipp Steinger |
| 2022 | Roger Ruppert            | Philipp Steinger         | Peter Eicher     |
| 2023 | Philippe Harignordoquy e | Philipp Steinger         | Roger Ruppert    |
| 2024 | Philippe Harignordoquy e | Rob van der Poel         | Philipp Steinger |

#### RW (FAI-5) Open
Die besten sechs Flüge eines Piloten mit einem Starrflügler (FAI-5).
| Jahr | Sieger            | Zweiter           | Dritter         |
| ---- | ----------------- | ----------------- | --------------- |
| 2007 | Ulf Huegel        | Jürg Ris          | Robert Puchmayr |
| 2008 | Ulf Huegel        | Hartmut Gföllner  | Martin Henry    |
| 2009 | Walter Geppert    | Martin Henry      | Ulf Huegel      |
| 2010 | Reinhard Poeppl   | Martin Dietrich   | Norbert Jungo   |
| 2011 | Ulf Huegel        | Bruno Capelle     | Martin Dietrich |
| 2012 | Ulf Huegel        | Takatoshi Kosaka  | Martin Henry    |
| 2013 | Patrick Ruber     | Mark Haycraft     | Ulf Huegel      |
| 2014 | Mark Haycraft     | Patrick Ruber     | Bruno Capelle   |
| 2015 | Mark Haycraft     | Patrick Ruber     | Ulf Huegel      |
| 2016 | Mark Haycraft     | Martin Henry      | Manfred Haas    |
| 2017 | Mark Haycraft     | Beat Sägesser     | Manfred Haas    |
| 2018 | Anton Raumauf     | Tony Marty        | Mark Haycraft   |
| 2019 | Tony Marty        | Anton Raumauf     | Beat Sägesser   |
| 2020 | Anton Raumauf     | Tony Marty        | Mark Haycraft   |
| 2021 | Anton Raumauf     | Tony Marty        | Beat Sägesser   |
| 2022 | Tony Marty        | Christian Voiblet | Anton Raumauf   |
| 2023 | Tony Marty        | Anton Raumauf     | Joche Zeyher    |
| 2024 | Christian Voiblet | Mark Haycraft     | Anton Raumauf   |

#### PG Nationalteams
Die besten fünf Gleitschirm Open Wertungen pro Land.
| Jahr | Sieger     | Zweiter    | Dritter     |
| ---- | ---------- | ---------- | ----------- |
| 2007 | Italien    | Schweiz    | Österreich  |
| 2008 | Österreich | Schweiz    | Italien     |
| 2009 | Italien    | Schweiz    | Österreich  |
| 2010 | Schweiz    | Italien    | Österreich  |
| 2011 | Österreich | Schweiz    | Italien     |
| 2012 | Italien    | Schweiz    | Tschechien  |
| 2013 | Italien    | Österreich | Deutschland |
| 2014 | Österreich | Schweiz    | Deutschland |
| 2015 | Österreich | Schweiz    | Italien     |
| 2016 | Schweiz    | Frankreich | Österreich  |
| 2017 | Österreich | Schweiz    | Portugal    |
| 2018 | Schweiz    | Österreich | Deutschland |
| 2019 | Schweiz    | Österreich | Italien     |
| 2020 | Schweiz    | Frankreich | Österreich  |
| 2021 | Frankreich | Schweiz    | Bulgarien   |
| 2022 | Frankreich | Schweiz    | Italien     |
| 2023 | Frankreich | Schweiz    | Österreich  |
| 2024 | Frankreich | Schweiz    | Italien     |

#### HG/RW Nationalteams
Die besten fünf Hängegleiter Wertungen pro Land FAI-1 oder FAI-5, Starrflügler werden mit einem Handicap-Faktor von 0,85 gewertet.
| Jahr | Sieger      | Zweiter     | Dritter            |
| ---- | ----------- | ----------- | ------------------ |
| 2007 | Schweiz     | Ungarn      | Österreich         |
| 2008 | Österreich  | Schweiz     | Ungarn             |
| 2009 | Schweiz     | Italien     | Ungarn             |
| 2010 | Schweiz     | Deutschland | Italien            |
| 2011 | Schweiz     | Deutschland | Italien            |
| 2012 | Schweiz     | Italien     | Deutschland        |
| 2013 | Tschechien  | Schweiz     | Italien            |
| 2014 | Deutschland | Italien     | Schweiz            |
| 2015 | Schweiz     | Italien     | Frankreich         |
| 2016 | Schweiz     | Italien     | Deutschland        |
| 2017 | Schweiz     | Italien     | Kanada             |
| 2018 | Schweiz     | Italien     | Tschechien         |
| 2019 | Schweiz     | Österreich  | Italien            |
| 2020 | Schweiz     | Tschechien  | Deutschland        |
| 2021 | Schweiz     | Brasilien   | Italien            |
| 2022 | Schweiz     | Tschechien  | Vereinigte Staaten |
| 2023 | Österreich  | Deutschland | Schweiz            |
| 2024 | Italien     | Österreich  | Frankreich         |

### Punktevergabe
Beim Hochladen des Tracks wird automatisch die optimale Strecke über bis zu drei Wegpunkte berechnet. Ein Flug gilt als Dreiecksflug, wenn die Distanz zwischen dem Start- und Landepunkt weniger, als 20 % der Gesamtdistanz beträgt. Beträgt diese Distanz weniger als 5 %, so gilt das Dreieck als geschlossen. Diese Definition weicht von der Definition der FAI ab, da ein Dreieck laut FAI – und damit für einen offiziellen Weltrekord wirklich geschlossen sein muss (dafür reicht es aus, dass die ausgehende Strecke einmal gekreuzt wurde). Die zu wertende Distanz ergibt sich durch die Strecke zwischen den Wendepunkten minus die Distanz zwischen Start- und Landepunkt.
Flüge werden in folgenden drei Kategorien gewertet:
| Bezeichnung                   | Punkte pro km | Anmerkung                                                                                      |
| ----------------------------- | ------------- | ---------------------------------------------------------------------------------------------- |
| Freier Flug                   | 1             | die freie Strecke zwischen den Wendepunkten, bei Flügen, die nicht als Dreieck gewertet werden |
| Flaches Dreieck               | 1,2           | ein Dreiecksflug, der nicht der FAI Spezifikation entspricht                                   |
| FAI Dreieck                   | 1,4           | ein Dreiecksflug, der der FAI Spezifikation entspricht                                         |
| Geschlossenes flaches Dreieck | 1,4           |                                                                                                |
| Geschlossenes FAI Dreieck     | 1,6           |                                                                                                |

Die Wertung, die den höchsten Punktewert ergibt, wird verwendet.

### Hochgeladene Track Logs
Bis 30. September 2022 (Ende Saison 2022) wurden insgesamt 2.661.833 Track Logs öffentlich hochgeladen.
Hochgeladene Track Logs pro Saison (jeweils vom 1. Oktober des vorangegangenen bis 30. September des folgenden Jahres) f:

## Weitere Bewerbe
Zusätzlich zum World XContest werden noch 33 (Stand Oktober 2023) weitere nationale Bewerbe ausgetragen, die von den jeweiligen nationalen Verbänden organisiert werden. Der Österreichische Aero Club, der Schweizerische Hängegleiter-Verband (siehe Cross Country Cup) und die Federazione Italiana Volo Libero (Italien) veranstalten bereits seit 2007 ihre nationalen Streckenflug-Staatsmeisterschaften über die Plattform. In Deutschland wird eine eigene Plattform, die durch den Deutschen Hängegleiterverband (DHV) betrieben wird, verwendet. Weiters gibt es noch Regionale- und Vereins-Bewerbe. Bei diesen Bewerben können abweichende Regelungen bezüglich Qualifikation (für den World XContest Bewerb ist keine eigentliche Qualifikation nötig) und Punktevergabe gelten.